# Valter Bonča
Valter Bonča (* 17. März 1968 in Ljubljana) ist ein ehemaliger slowenischer Radrennfahrer. Seine größten Erfolge waren die Gewinne der Österreich- sowie der Slowenien-Rundfahrt – er konnte bei diesen Etappenrennen jedoch nie einen Tagesabschnitt für sich entscheiden.

## Werdegang
Bonča war Teilnehmer der Olympischen Sommerspiele 1988 in Seoul. Im olympischen Straßenrennen kam er auf den 78. Rang.
Neben seiner professionellen Karriere trat er auch zu Jedermannrennen an. Anfang der 1990er Jahre gelang es ihm beispielsweise, 1993 und erneut 1994 zwei Austragungen des Ötztaler Radmarathons zu gewinnen. 1993 fuhr er den Giro d’Italia und wurde dort 35. des Gesamtklassements, ein Jahr später gab er das Rennen auf.
Im Jahr 2000 sicherte er sich die slowenische Meisterschaft im Straßenrennen. Zweimal, 1988 in Seoul und 1992 in Barcelona, startete Bonča bei Olympischen Sommerspielen (1988 noch für Jugoslawien). Es gelang ihm allerdings weder im Straßenrennen noch im Mannschaftszeitfahren, sich auf vorderen Rängen zu platzieren.

## Palmarès
1989
- Gesamtwertung Österreich-Rundfahrt

1992
- Gesamtwertung Österreich-Rundfahrt

1993
- Ötztaler Radmarathon

1994
- Ötztaler Radmarathon

1995
- Gesamtwertung Slowenien-Rundfahrt

1998
- eine Etappe Slowenien-Rundfahrt

2000
- eine Etappe Sachsen-Tour
- eine Etappe Rhodos-Rundfahrt
- eine Etappe Ytong Bohemia Tour
- Slowenischer Meister – Einzelzeitfahren

2004
- eine Etappe und Punktewertung Rás Tailteann

## Berufliches
Nach seiner Laufbahn eröffnete er ein Fahrradgeschäft in Idrija, wo er auch wohnt.